# Alcongosta
Alcongosta is een plaats (freguesia) in de Portugese gemeente Fundão en telt 573 inwoners (2001).